# ナチュラム
株式会社ナチュラム（英: NATURUM Co.,Ltd.）は、大阪市中央区に本社を置く日本の企業。株式会社スクロールの完全子会社である。
2000年（平成12年）2月1日にミネルヴァ・ホールディングス株式会社（当時の株式会社ナチュラムグループのホールディングス会社）として設立。現在はアウトドア用品やフィッシング用品のインターネット販売事業を営んでいる。
2014年（平成26年）8月まで株式会社東京証券取引所JASDAQ市場に上場していたが、オキシレングループのSOPARJA S.P.R.Lによる株式公開買付けといわゆる二段階買収により、SOPARJA S.P.R.Lと創業家が全ての株式を取得することとなり、上場を廃止した。
2018年（平成30年）1月、株式会社スクロールが100%子会社化、同年5月1日をもって子会社のナチュラム・イーコマース株式会社を吸収合併、ミネルヴァ・ホールディングス株式会社から株式会社ナチュラムに商号変更した。

## 上場廃止前の事業
上場廃止前はホールディングス傘下の事業会社を通じてアウトドア用品やフィッシング用品、スポーツ用品のインターネット販売事業を営むEコマース事業と、Eコマース事業者を対象とした商品入力代行や物流サービスを中心としたECソリューション事業を営んでいた。また、フランス最大の店舗数を誇るスポーツショップ「Decathlon(デカトロン)」を中核として、「Quecha（ケシュア）」・「Wedze（ウェッゼ）」・「Simond（シモンド）」・「Domyos(ドミオス）」などのパッションブランド製品を保有するオキシレングループと、2011年（平成23年）6月に業務資本提携契約を締結し、同グループが保有するパッションブランドの日本国内における優先的販売権を取得した。